# SK Benešov
SK Benešov – czeski klub piłkarski z Beneszowa grający w czwartej lidze czeskiej.
W sezonie 1994/1995 klub brał udział w rozgrywkach I. ligi czeskiej w piłce nożnej zajmując ostatnie - 16. miejsce.

## Historyczne nazwy
- 1913 – AFK Benešov (Athleticko – footballový klub Benešov)
- 1930 – Benešovský SK (Benešovský sportovní klub)
- 1949 – Sokol Benešov
- 1953 – DSO Slavoj Benešov (Dobrovolná sportovní organisace Slavoj Benešov)
- 1957 – TJ Slavoj Benešov (Tělovýchovná jednota Slavoj Benešov)
- 1960 – TJ Lokomotiva Benešov (Tělovýchovná jednota Lokomotiva Benešov)
- 1972 – TJ ČSAD Benešov (Tělovýchovná jednota Československé státní automobilové dopravy Benešov)
- 1990 – FK Švarc Benešov (Fotbalový klub Švarc Benešov)
- 1996 – FK Benešov (Fotbalový klub Benešov)
- 1999 – SK Benešov (Sportovní klub Benešov)
- 2010 – fuzja z FK Pyšely

## Stadion
Domowe mecze klub rozgrywa na stadionie U Konopiště, położonym w mieście Benešov. Stadion może pomieścić 8000 widzów.